# Кузьмин, Николай Алексеевич (актёр)
Николай Алексеевич Кузьмин (25 февраля 1917, Боково, Ярославская губерния — 14 марта 1999, Санкт-Петербург) — советский и российский актёр; заслуженный артист Российской Федерации (1994). Член Союза кинематографистов СССР (Ленинградское отделение). Участник Великой Отечественной войны.

## Биография
Родился 25 февраля 1917 года в деревне Боково (ныне Мышкинский район Ярославской области) в семье служащих.
Учился в кулинарной школе (1932—1934), работал кулинаром (1934—1936). Затем поступил в Ленинградский театральный институт имени А. Н. Островского, учился в актёрском классе Леонида Вивьена.
В 1940 году призван в армию. Был участником Великой Отечественной войны. В 1941 году вместе с остатками своего полка попал в немецкий плен, в котором находился до апреля 1945 года. После демобилизации в октябре 1945 года стал актёром Ленинградского ТЮЗа. Отработал только половину сезона, в 1946 году был репрессирован по статье 58-1б УК РСФСР.
До 1954 года находился в заключении. Освободившись, год отработал на кирпичном заводе на станции Толмачёво.
В 1956 году был полностью реабилитирован и смог вновь вернуться к актёрской деятельности — он был зачислен в штат киностудии «Ленфильм», стал активно сниматься в кино.
Работал в Ленинградском театре-студии киноактёра. Снялся почти в 130 фильмах, актёр-эпизодник. Проживал по адресу: Ленинград, наб. Мойки, 112.
Скончался на 83-м году жизни 14 марта 1999 года. Похоронен на Ковалёвском кладбище.

## Фильмография
- 1938 — Детство маршала — казак (нет в титрах)
- 1938 — На границе — гость на свадьбе (нет в титрах)
- 1956 — Медовый месяц — Дёмин, рабочий с больной рукой (нет в титрах)
- 1956 — Искатели — член редколлегии, (нет в титрах)
- 1956 — Приключения Артёмки — грузчик, (нет в титрах)
- 1956 — Пролог — солдат Семёновского полка на Дворцовой площади (нет в титрах)
- 1956 — Солдаты — разведчик (нет в титрах)
- 1957 — Балтийская слава — матрос Степан (нет в титрах)
- 1957 — Бессмертная песня — солдат
- 1957 — Степан Кольчугин — околоточный, вторая роль — муж Мани
- 1957 — Улица полна неожиданностей — получатель денег в кассе Стройтреста (нет в титрах)
- 1957 — Шторм — истопник Гладков (нет в титрах)
- 1958 — Ведьма (короткометражный) — ямщик
- 1958 — Дом напротив (короткометражный) — брат Мамочкина (нет в титрах)
- 1958 — Кочубей — сотник
- 1958 — Шли солдаты… — солдат у Смольного (нет в титрах)
- 1959 — Либерал (короткометражный) — околоточный надзиратель
- 1959 — Люди голубых рек — эпизод (нет в титрах)
- 1959 — Спасённое поколение — Степан, отец Лизы
- 1959 — Тётя Луша (короткометражный)
- 1959 — Шинель — грабитель
- 1960—1961 — Воскресение — конвойный (нет в титрах)
- 1960 — Дама с собачкой — второй продавец собачки Фру-фру (нет в титрах)
- 1960 — Домой — эпизод
- 1960 — Ребята с Канонерского — житель Канонерского, тушил пожар (нет в титрах)
- 1960 — И снова утро — Шаронов, пациент
- 1960 — Человек с будущим — шахтер Семён Полозов
- 1961 — Будни и праздники — Проценко
- 1961 — Человек-амфибия — матрос Зуриты
- 1962 — Порожний рейс — Серафим Никонов, шофёр (нет в титрах)
- 1963 — Знакомьтесь, Балуев! — Бетбулатов
- 1963 — Мандат — верзила Гришка, сообщник кулаков
- 1963 — Улица Ньютона, дом 1 — рыбак (нет в титрах)
- 1964 — Гамлет — телохранитель короля
- 1964 — Государственный преступник — дежурный ленинградского аэровокзала Николай Максимович
- 1964 — Донская повесть — красный казак Петрович (нет в титрах)
- 1964 — Зайчик — санитар
- 1964 — Ноль три — рабочий
- 1965 — Залп «Авроры» — рулевой
- 1965 — Музыканты одного полка — белый казак
- 1965 — Первый посетитель — извозчик (нет в титрах)
- 1965 — Перекличка — эпизод, (нет в титрах)
- 1965 — Рабочий посёлок — эпизод
- 1965 — Третья молодость / La Nuit des adieux — извозчик
- 1965 — Чрезвычайное поручение — Ваня-божий человек, бандит (нет в титрах)
- 1965 — Ярость — боцман
- 1966 — 12 могил Ходжи Насреддина — санитар
- 1966 — Зимнее утро — печник Трофимов
- 1966 — Не забудь... станция Луговая — командир (нет в титрах)
- 1966 — Начальник Чукотки — каюр Василий «наш»
- 1966 — Республика ШКИД — мясник
- 1967 — В огне брода нет — командир красноармейского отряда
- 1967 — Житие и вознесение Юрася Братчика — сотник
- 1967 — Зелёная карета — дворник (нет в титрах)
- 1967 — Первороссияне — чёрный казак
- 1967 — Софья Перовская — палач Фролов (нет в титрах)
- 1968 — Гроза над Белой — Полундов
- 1968 — Старая, старая сказка — зритель в трактире (в титрах не указан)
- 1969 — Мосты через забвение — бандит
- 1969 — На пути в Берлин — Габидуллин, связист
- 1969 — Невероятный Иегудиил Хламида — эпизод
- 1969 — Сердце Бонивура — казак Иван Никанорыч Лозовой
- 1970 — Король Лир — слуга герцога Корнуэльского
- 1970 — Крушение империи — околоточный (нет в титрах)
- 1970 — Салют, Мария! / Hail, Mary! — махновец с фикусом (нет в титрах)
- 1970 — Счастье Анны — крестьянин Андрон Шемякин
- 1970 — Хозяин — Каюм, матрос-моторист, рабочий с Путиловского завода, приёмный отец Ивана
- 1971 — Драма из старинной жизни — графский камердинер
- 1971 — Разрешите взлёт! — главный инженер аэродрома
- 1971 — Проверка на дорогах — партизан, кашевар (нет в титрах)
- 1971 — Рудобельская республика — Соловей, отец Александра
- 1972 — Двенадцать месяцев — Ноябрь
- 1972 — Идущие за горизонт — Сапсегай, старый эвенк
- 1972 — Приваловские миллионы — игрок (нет в титрах)
- 1973 — Дмитрий Кантемир — крестьянин (нет в титрах)
- 1973 — Докер — Марков
- 1973 — О тех, кого помню и люблю — раненый (озвучил Игорь Ефимов)
- 1973 — Солёный пёс — хозяин
- 1974—1977 — Блокада — Жогин, раскулаченный
- 1974 — Бронзовая птица — лодочник
- 1974 — Кто, если не ты? — Василий Спиридонович Сухоруков, бригадир сталеваров
- 1974 — Последний день зимы — член комиссии
- 1975 — Время-не-ждёт — Кемпбелл, золотоискатель на Аляске, игрок в карты
- 1975 — Дожить до рассвета — старшина Дюбин
- 1975 — Долгие версты войны — пожилой солдат
- 1975 — Звезда пленительного счастья — паромщик (нет в титрах)
- 1975 — Лавина — Архип
- 1975 — На восходе солнца
- 1976 — Где ты, Любовь Дуняшова? — эпизод
- 1976 — Если я полюблю… — Окладников, буровой мастер
- 1976 — Житейское дело (киноальманах) — солдат, сапожник
- 1976 — Обыкновенная Арктика — ненец
- 1976 — Степанова памятка — рудокоп с серьгой (нет в титрах)
- 1976 — Только вдвоём — Семён Федорович, бригадир (нет в титрах)
- 1976 — Туфли с золотыми пряжками — отец Иванушки
- 1977 — Первые радости — полицмейстер (нет в титрах)
- 1977 — Убит при исполнении — старый солдат
- 1978 — Артём — Мироныч, Владимир Миронович Скворцов
- 1978 — Клад черных гор — Шамиль Шавлатович
- 1979 — Задача с тремя неизвестными — Сан Саныч, начальник таксопарка, (роль озвучена другим актером)
- 1979 — Нескладуха (короткометражный) — мужик
- 1979 — Приключения принца Флоризеля — начальник тюрьмы
- 1979 — Прогулка, достойная мужчин — эпизод
- 1980 — Взвейтесь, соколы, орлами! — старшина Сазонов
- 1980 — Личной безопасности не гарантирую… — Сиротка-старший
- 1981 — 20-е декабря — есаул (нет в титрах)
- 1981 — Личная жизнь директора — Авдеев, отец Гены (нет в титрах)
- 1982 — Встреча у высоких снегов — надзиратель
- 1982 — Остров сокровищ — Том Редрут, слуга сквайра Трелони
- 1983 — Бродяги Севера — индеец Макоки
- 1983 — Парк — эпизод
- 1983 — Демидовы — купец, (нет в титрах)
- 1983 — Приключения Шерлока Холмса и доктора Ватсона: Сокровища Агры — Лал Човдар, слуга майора Шолто
- 1983 — Пробуждение — есаул
- 1983 — Семь часов до гибели — Прокофьич (нет в титрах)
- 1984 — Каждый десятый — есаул (озвучил — Игорь Ефимов)
- 1984 — Челюскинцы — плотник
- 1985 — Снегурочку вызывали? — дедушка, артист театра
- 1986 — Точка возврата — Николай Алексеевич Белухин, пассажир, бывший бортмеханик, помор
- 1987 — Апелляция — Иван Игнатьевич, ответственный по нечаевскому совхозу
- 1987 — Странник — эпизод
- 1987 — Брод
- 1988 — Имя — эпизод
- 1988 — Эти… три верные карты… — слуга графини
- 1989 — Прямая трансляция — старик-шизофреник, копошащийся в почтовом ящике
- 1991 — Арифметика убийства — Матвей Иванович Брюханов (нет в титрах)
- 1992 — Деревня Хлюпово выходит из союза — старик, житель Хлюпово
- 1993 — Аляска Кид — старик в заброшенном городе (нет в титрах)